# 斯坦尼斯拉夫·斯特拉蒂耶夫
斯坦尼斯拉夫·斯特拉蒂耶夫（保加利亞語：、1941年09月09日—2000年09月20日）保加利亚作家。

## 生平
在索菲亚大学读取文学硕士时开启了他的记者生涯。
斯特拉蒂耶夫编剧事业在1974年随着第一部戏剧《罗马浴缸》的成功而飞黄腾达、此剧在索菲亚讽刺剧院连续四季上演了10多次、每次都座无虚席。此剧紧随其他戏剧《麂皮夹克》、《公共汽车》等等。
斯特拉蒂耶夫的众多戏剧在比利时、捷克、艾沙利亚、芬兰、法国、德国、希腊、匈牙利、爱尔兰、意大利、波兰、罗马里亚、俄罗斯、瑞典、斯洛伐克、土耳其、美国等其他地区演出过。他的戏剧《短暂人生》荣获1990年的莫伯日国际戏剧节头等奖。《另一面》荣获1993英国广播公司世界服务电台戏剧创作比赛亚军、并由BBC制片播出。
作为极其受欢迎的剧作家、斯特拉蒂耶夫还创作了结合社会讽刺性与抒情性的众多散文作品、被翻译为全世界30多种语言。他的电影剧本也为他赢得了国际赞誉：《平衡》荣获1983年莫斯科第13届国际电影节银牌；《童年阳光》同年在米兰的国际电影节荣获“我们这个时代的孩子”。礼拜戏剧《无名乐队》在2005年被《24小时》日报读者评为所有时代里最佳的保加利亚电影、在2006年获得大西洋电台的听众最喜爱的保加利亚电影。
从1975年至2000逝世、他担任索菲亚讽刺剧院文学总监。

## 戏剧
- 《罗马浴缸》
- 《麂皮夹克》
- 《公共汽车》
- 《勿失您之灵》
- 《完美主义者》
- 《短暂人生》
- 《景致详情》
- 《巴尔干症候群》
- 《长毛象》
- 《在他一方》
- 《冬日玉兔》
- 《人去楼空》

## 作品在中国的出版
- 《皮夹克》 | 《当代》1980年01期 | 国际刊号：0257-0165 | 中国知网[]
- 《美景与神犬同在》 | 《国际论坛》1992年 第1期 | 国际刊号：1008-1755 | 中国知网[]
- 《生活,尽管是短暂的》 | 《译林》1992年04期 | 国际刊号：1001-1897 | 中国知网[]